# Boccalino

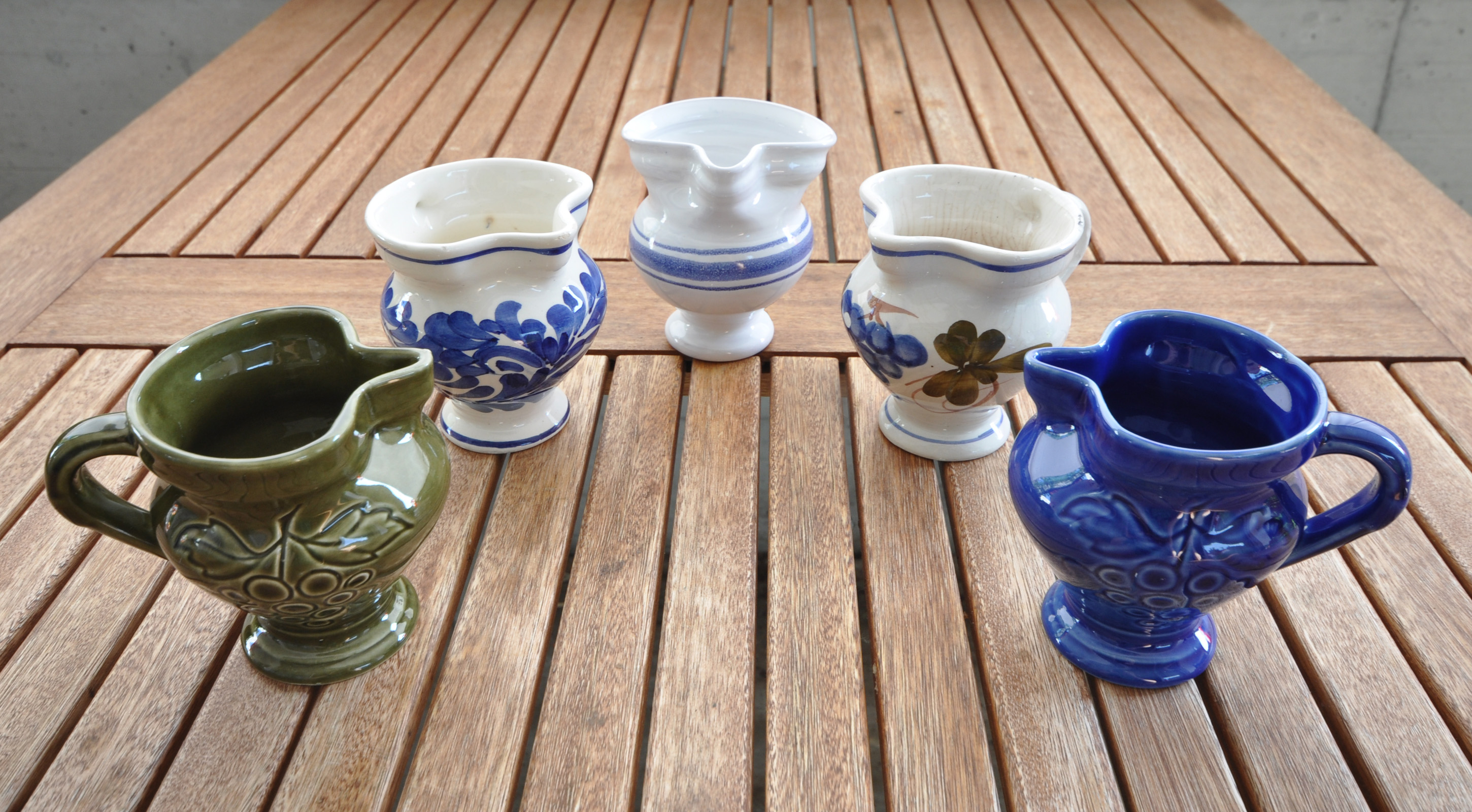
Boccalini

Il boccalino è un contenitore del vino diffuso nel canton Ticino, in Svizzera.

## Storia
I boccalini hanno come antecedenti i recipienti ansati che venivano già usati a partire dall'VIII e l'VII secolo a.C. Il recipiente veniva usato in Piemonte, Lombardia e Toscana per poi giungere in Ticino nel XIX secolo grazie ai migranti italiani in Svizzera. Il boccalino ebbe grande successo soprattutto durante gli anni 1950, quando divenne un noto souvenir per i turisti che visitavano in massa la Svizzera italiana assieme alle zoccolette di legno. A partire dagli anni 1970, tuttavia, i boccalini caddero in disuso e scomparvero dalle mense ticinesi.

## Caratteristiche
Il boccalino è un piccolo e panciuto vaso in terracotta smaltata che è dotato di un basamento rotondo, un manico e un beccuccio. Il recipiente è alto 9,5 centimetri, e può contenere circa due decilitri di liquido. Spesso i boccalini possono essere decorati con vari motivi decorativi e colorati che possono essere nastri o immagini di paesaggi pittoreschi del canton Ticino oppure vini e foglie di vite.